# The Weight of Your Love
The Weight of Your Love – czwarty album studyjny brytyjskiego zespołu Editors. Wydany 28 czerwca 2013 roku przez wytwórnię PIAS Recordings. Pierwszy singiel „A Ton of Love” miał swoją premierę 6 maja 2013 roku w programie Zane Lowe’s radio-show w BBC Radio 1. Tego samego dnia zaprezentowano teledysk do utworu „A Ton of Love”.
„The Weight of You Love” jest pierwszym albumem grupy po odejściu 16 kwietnia 2012 roku głównego gitarzysty Chrisa Urbanowicza. Zespół ogłosił na swojej oficjalnej stronie, że decyzja ta całkowicie opierała się na przyszłym kierunku muzycznym, a rozstanie przebiegło w przyjacielskim nastroju. Jest to pierwszy album tworzony wraz z nowymi członkami zespołu Justinem Lockeyem oraz Elliottem Williamsem.

## Ogólny zarys
Na pierwszej sesji nagraniowej do czwartego albumu wokalista Tom Smith stwierdził, że „minęło wiele ciężkich lat, ponieważ gdy tylko próbowałem stworzyć nową piosenkę, nie była ona wystarczająco dobra. Nie było już w nich serca Chrisa. Przez rok mieliśmy negatywne odczucia związane z próbami i brak natchnienia”.
W kwietniu 2012 roku grupa ogłosiła na swojej oficjalnej stronie, że są podekscytowani pracą i próbują wprowadzić nowe elementy dźwięku do Editors. W grudniu tego samego roku zespół wyjawił w wywiadzie dla Daily Star, że są gotowi rozpocząć nagrywanie czwartego albumu.
Główny wokalista Tom Smith powiedział także „Myślałem przez długi czas o mojej miłości do amerykańskich zespołów takich jak R.E.M. oraz Arcade Fire i to jest właśnie kierunek muzyki, w którym zmierzają nasze nowe piosenki. Są bardziej przystępne, prostoliniowe w porównaniu do naszego ostatniego albumu. Było to eksperymentalne, nowe piosenki mogą być grane na gitarze akustycznej. Piosenki te są bardzo klasyczne i bezpośrednie”.
Album został wyprodukowany przez Jacquirea Kinga, a złożony przez Craiga Silveya. Zespół pracował także z Markiem Ellisem, producentem tworzącym wcześniejsze albumy Editors.

## Promocja i wydanie
Promując album zespół zagra serię koncertów podczas lata 2013 roku m.in. w czasie festiwali Werchter Festival, Lowlands Festival, Glastonbury Festival oraz Reading Festival.
Główny singiel „A Ton of Love” jest dostępny do pobrania od północy 6 maja 2013 roku. Został także wydany na 7" płycie winylowej 24 czerwca 2013 roku.

## Lista utworów
- 1. „The Weight” – 4:32
- 2. „Sugar” – 4:16
- 3. „A Ton of Love” – 3:58
- 4. „What Is This Thing Called Love” – 4:12
- 5. „Honesty” – 4:49
- 6. „Nothing” – 5:15
- 7. „Formaldehyde” – 3:50
- 8. „Hyena” – 3:39
- 9. „Two Hearted Spider” – 4:30
- 10. „The Phone Book” – 4:31
- 11. „Bird of Prey” – 4:46

Bonus track (Amazon.com)
- 12. „Formaldehyde” (wersja akustyczna) – 4:37

Płyta nr 2: „Deluxe edition bonus tracks”
- 1. „The Sting” – 4:08
- 2. „Get Low” – 3:30
- 3. „Comrade Spill My Blood” – 3:59
- 4. „Hyena” (wersja akustyczna) – 3:44
- 5. „Nothing” (wersja akustyczna) – 5:32

## Historia wydania
| Kraj              | Data            | Format               | Wytwórnia       |
| ----------------- | --------------- | -------------------- | --------------- |
| Niemcy            | 28 czerwca 2013 | CD, digital download | PIAS Recordings |
| Wielka Brytania   | 1 lipca 2013    | CD, digital download | PIAS Recordings |
| Stany Zjednoczone | 9 lipca 2013    | CD, digital download | PIAS Recordings |